# Нордијски ноар
Нордијски ноар, такође познат и као скандинавски ноар, јесте жанр криминалистичке фантастике смештене на подручје Скандинавије и осталих нордијских земаља. Једноставан језик, који карактерише избегавање метафора и компликованих реченичних конструкција, дочарава мрачну и комплексну атмосферу карактеристичну за овај жанр. Користећи се оваквим стилом, аутори овог жанра успевају да прикажу напетост између наизглед мирне друштвене заједнице и убиства, мизогиније, силовања и расизма који леже под површином.
Популарност нордијског ноара проширила се на филмове и телевизију, изнедривши наслове попут Убиство (дан. Forbrydelsen), Мост (шв. Bron), Валхала убиства (енг. The Valhalla Murders) и Гранични град (фин. Sorjonen).

## Почеци жанра
Постоје различите теорије о пореклу овог жанра, али већина извора се слаже да је до деведесетих година прошлог века он већ био чврсто успостављен као књижевни жанр. Шведски писац Хенинг Манкел (шв. Henning Mankell), који се понекад назива и "оцем скандинавског ноaра", напомиње да је серијал романа о Мартину Беку списатељице Мај Шевал (шв. Maj Sjöwall) и писца Пера Валеа (шв. Per Wahlöö) "порушио претходне трендове у криминалистичкој фантастици," и постао пионир новог стила. "Схватили су да постоји огромна неистражена територија у књижевности где криминалистички романи могу бити основа за приче које садрже друштвену критику".
Књиге Хенинга Манкела о инспектору Курту Валандеру (шв. Kurt Wallander) учиниле су овај жанр масовним феноменом деведесетих. Књиге норвешке списатељице Карин Фосум (норв. Karin Fossum) о инспектору Сејеру такође су имале велики утицај на овај жанр и преведене су на велики број језика. Британски писац Бери Форшо (енг. Barry Forshaw) сугерисао је да је роман Петера Хега (дан. Peter Høeg) "Осећај Госпођице Смиле за снег" био изузетно утицајан "као прави потомак скандинавског новог таласа" и да је "смештајући своју хероину у Копенхаген и Гренланд, Хег покренуо тренутни скандинавски криминални књижевни талас."
Језик, хероји и сценографија су три заједничке карактеристике у жанру који се одликује једноставним, директним стилом писања без метафоре и комплексних језичких конструкција. Романи су често полицијске процедуралне природе, фокусирајући се на монотоне, свакодневне полицијске послове који често укључују истодобну истрагу више злочина. Неки од репрезентативних наслова су "Девојка са тетоважом змаја" и остали наставци серијала Миленијум шведског писца Стига Лашона, серијал романа о инспектору Харију Хулеу норвешког аутора Ју Несбеа, као и филмска адаптација серијала Јуси-Адлер Олсена о департману "Q".

## Термин
До 2010-их жанр није имао дефинисано име, али понекад је описно називан "скандинавска криминалистичка фантастика" или "нордијска криминалистичка фантастика". У самим северним земљама то је и даље случај. Изрази "Скандинавски ноар" и "Нордијски ноар" у енглеском језику углавном се користе као синоними на енглеском језику, иако су ова два појма различита. Скандинавија се састоји од Данске, Норвешке и Шведске, северно-германских земаља које су језички, етнички и културно блиско повезане једна с другом, док су нордијске земље шира група која укључује и земље у традиционалној скандинавској сфери политичког и културног утицаја, као што је Финска, која је финско говорна, али културно удаљенија од Скандинавије.
Термин "нордијски ноар" сковала је катедра за скандинавистику Лондонског универзитетског колеџа. Овај термин се даље ширио у британским медијима 2010-их, почевши од емитовања Би-Би-Си-јевог документарца под називом "Нордијски ноар: Историја скандинавске криминалне фантастике" (енг. Nordic Noir: the Story of Scandinavian Crime Fiction). Мало након овога, Гардијан је данску серију Убиство (дан. Forbrydelsen) исто окарактерисао као скандинавски ноар. Ови извори наглашавају да се термин сматра типичним за феномен такозваног обједињеног гледишта света ван Скандинавије, те тако нордијски ноар остаје страни термин, пошто се не користи у скандинавским земљама.

## Карактеристике
Неки критичари приписују успех жанра препознатљивом и привлачном стилу, "реалистичном, једноставном и тачном [...] и без околишања.". Протагонисти су обично мрзовољни детективи или мучени бригама и далеко комплекснији ликови од чињенице да их сматрају само херојима. Дакле, живот главних ликова баца светло на пороке друштва који се не тичу самог злочина. То има везе са начином на који овај жанр често решава мистерију убиства - она је најчешће повезана са неколико прича и тема, попут истраге мрачног подземља модерног друштва. Ово је можда и најбоље приказано на примеру филма "Несаница"  у ком је решаван злочин повезан са слабљењем скандинавских држава као "држава благостања".
Опис нордијског ноара каже да га карактерише слабо осветљена естетика, упарена са спорим и меланхоличним темпом, као и слојевитим причама , често садржи мешавину мрачног натурализма и неумољивих локација, са нагласком на атмосферу места која наслућује да ће се догодити лоше ствари. Такве је била и карактеристична атмосфера у финској серији "Гранични град", која је произашла из страха од Русије, у којој је смештена прича.
Ови радови такође дугују много политичком систему Скандинавије, где постоји вишеслојни систем на чијој су површини једнакост, социјална правда и либерализам скандинавског модела. Трилогија "Миленијум" Стига Лашона, на пример, фокусирана се на мизогинију и силовање, док се "Безличне убице" Хенинга Манкела фокусирају на немогућност Шведске да интегрише своје имигрантско становништво.

## Телевизија
Израз нордијски ноар односи се и на филмове и телевизијске серије у овом жанру, како на филмске адаптације романа, тако и на оригиналне сценарије. Неки од запажених примера ТВ серија су Убиство (дан. Forbrydelsen), Мост (шв. Bron), Гранични град (фин. Sorjonen), Заробљен (исл. Ófærð) и Марсела (енг. Marcella)
Критичар Бојд Тонкин сугерисао је да су британска Шетландска острва и Спољни Хебриди под јаким утицајем Скандинавије родили ауторе у сродној, ако не и потпуно идентичној традицији и стилу. Неки од примера јесу Ен Кливс (енг. Ann Cleeves), чије су Шетландске књиге доживеле и телевизијску адаптацију под називом "Шетланд" (енг. Shetland) и Луис (енг. The Lewis Trilogy) трилогија шкотског писца Питера Меја. Релативно спорији темпо приповедања британских крими-драма "Бродчерч" (енг. Broadchurch), "Нестали" (енг. The Missing) и "Река" (енг. River) такође се приписује утицају скандинавског ноара.
Оригинални програми са титловима показали су се популарним код британске публике. Међународне адаптације попут француско-британске ТВ серије "Тунел" (енг. The Tunnel), која је у ствари адаптација шведско-данске ТВ серије Мост (шв. Bron), имају сопствени идентитет, задржавајући стилску и тематску сличност са оригиналном серијом. Иако је америчка адаптација првог романа у серијалу "Миленијум" Стига Лашона, "Девојка са тетоважом змаја", била изузетно добро прихваћена од стране светске публике, неке друге адаптације попут наслова "Убиство" (енг. The Killing) биле су далеко мање успешније код критичара и мање популарније у смислу реакције публике, него када је у питању била оригинална продукција, за шта је можда и најбољи пример  континуирани интерес публике за ТВ серијал "Intercrime" Арнеа Дала , чија британска адаптација није доживела успех.

## Истакнути аутори
Аутори који су допринели развоју овог жанра и ширењу популарности истог код публике.
Финска
- Лена Лехтолаинен
- Реијо Меки
- Мико Порвали
- Maти Ронке
- Кристијан Ронбака

Исланд
- Арналдур Индидасон
- Ирса Сигурдадотир

Данска
- Јуси Адлер-Олсен
- Лиф Давидсен
- Петер Хег
- Микаел Ларсен
- Серен Свејструп
- Сара Бледел

Норвешка
- Aлекс Дал
- Ћел Ола Дал
- Томас Енгер
- Карин Фосум
- Ане Холт
- Јерн Лир Хурст
- Ханс Улаф Лалум
- Кристер Мосет
- Jу Несбе
- Пернил Риг
- Гунар Столесен
- Самјуел Бјерк

Шведска
- Јан Арналд (Арне Дал)
- Лаш Кеплер
- Карин Алвтеген
- Мајгул Акселсун
- Аника Брин
- Лизелот Дивели
- Оке Едвардсун
- Керстин Екман
- Ћел Ериксун
- Ана Јансун
- Мари Јунгстед
- Монс Калентофт
- Роберт Карјел
- Камила Лакберј
- Јенс Лапидус
- Стиг Лашон
- Оса Лашон
- Јеран Лундин
- Хенинг Манкел
- Лиса Марклунд
- Хокан Несер
- Лиф Пешон
- Карл-Јуан Валгрен
- Мај Шевал
- Пер Вахле
- Јуан Теорин
- Хелене Туштен

Фарска острва
- Јогван Исаксен